# Ипач, Ласло
Ласло Ипач (венг. László Ipacs; род. 13 января 1946, Баттонья, Бекеш) — венгерский дзюдоист, 10-кратный чемпион Венгрии в 1967—1975 годах, победитель и призёр международных турниров, бронзовый призёр чемпионата Европы 1972 года, участник летних Олимпийских игр 1972 года (Мюнхен) и 1976 годов (Монреаль). Выступал в средней (до 80 кг), полутяжёлой (до 93 кг) и абсолютной весовых категориях.
На Олимпиаде в Мюнхене венгр выступал в средней весовой категории (до 80 кг). Он победил аргентинца Антонио Галлина, но проиграл японцу Синобу Сэкинэ и выбыл из борьбы за медали, заняв 13-е место.
На следующей Олимпиаде Ипач выступал в полутяжёлой категории (до 93 кг). В первой же схватке он уступил представителю ФРГ Артуру Шнабелю и занял в итоговом протоколе 18-е место.